# 长须犁齿鳚
长须犁齿鳚（学名：Entomacrodus longicirrus），是輻鰭魚綱鳚形目鳚科犁齒䲁屬一种，分布于太平洋西部南中国海、泰国湾及台湾海域。本种由美国学者维克托·G·斯普林格于1967年描述发表。种加词源自本种拥有比海犁齿鳚（Entomacrodus thalassinus）更长的眼上须。